# Китасиобара
Китасиобара (яп. 北塩原村 Китасиобара-мура) — село в Японии, находящееся в уезде Яма префектуры Фукусима. Площадь села составляет 233,94 км², население — 2947 человек (1 августа 2014), плотность населения — 12,60 чел./км².

## Географическое положение
Село расположено на острове Хонсю в префектуре Фукусима региона Тохоку. С ним граничат города Китаката, Йонедзава и посёлки Инавасиро, Бандай.

## Население
Население села составляет 2947 человек (1 августа 2014), а плотность — 12,60 чел./км². Изменение численности населения с 1980 по 2005 годы:
| 1980 | 3869 чел. |  |
| 1985 | 3749 чел. |  |
| 1990 | 3812 чел. |  |
| 1995 | 3859 чел. |  |
| 2000 | 3644 чел. |  |
| 2005 | 3475 чел. |  |

## Символика
Деревом села считается Prunus sargentii, цветком — Lysichiton camtschatcense, птицей — большая синица.